# Anu
Anu (An hos sumererna) var i mesopotamisk mytologi en himmelsgud ofta omnämnd som "gudarnas fader". Anu var också kungarnas gud och den årliga kalenderns.

## Namnet

Sumerisk kilskrift för An från Tredje Ur-dynastin.

An betyder "himmel" på sumeriska, och namnet kan därför ses som att han personifierade himlen. Kilskriftstecknet AN har också värdet DINGIR, 'gud' (akkadiska ilu(m)) och används som determinativ för gudar. På sumeriska skrevs namnet An aldrig med det gudomliga determinativet. På akkadiska är han Anu, vilket skrivs logografiskt som dan, eller syllabiskt, da-nu(m).

## Beskrivning

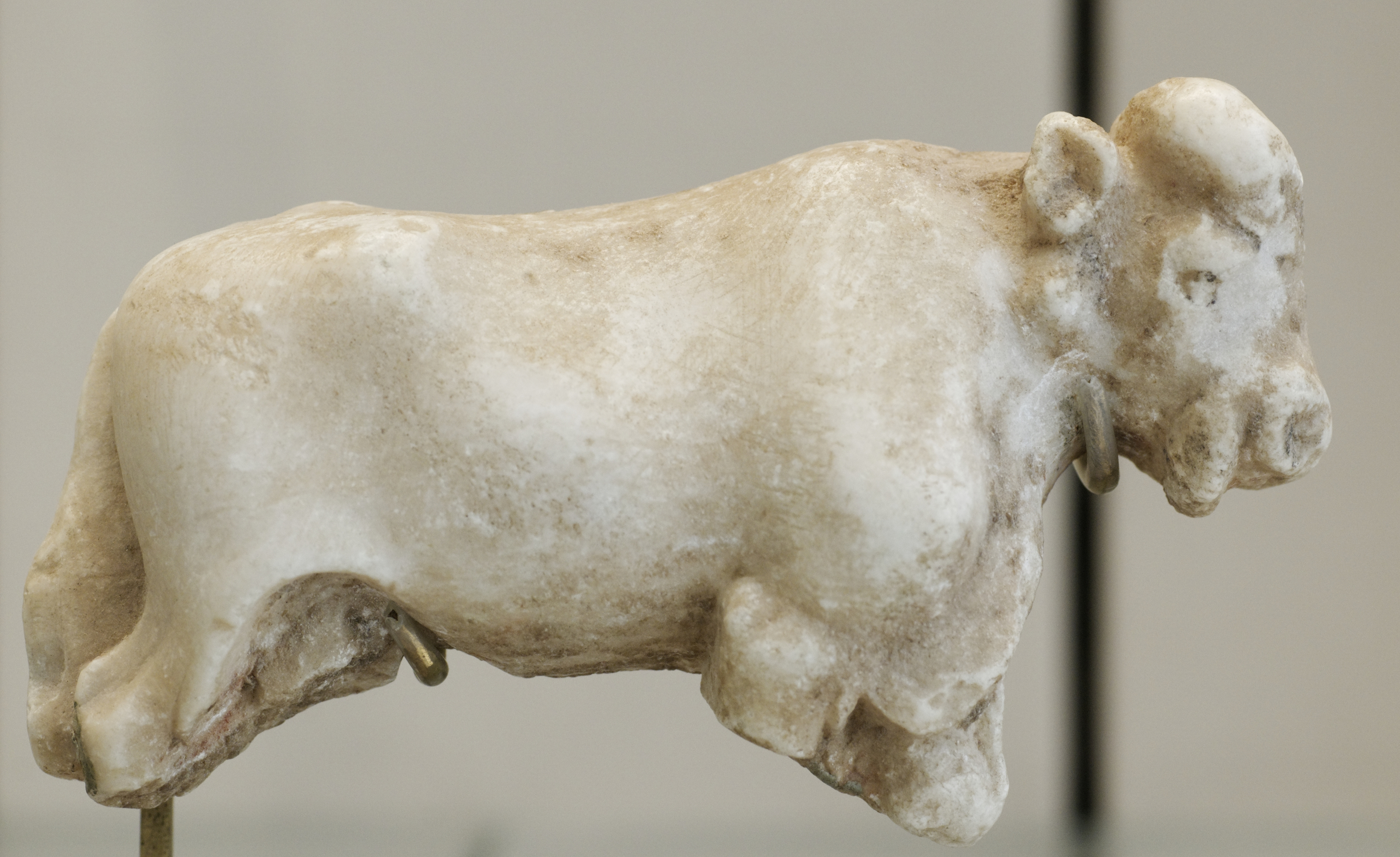
Fragment av en tjurstaty från Uruk från ca 3000 f.Kr.

Ursprungligen verkar han ha varit tänkt som en stor tjur, en form som senare skiljdes från guden och blev en separat mytologisk enhet, himmelstjuren, som ägdes av Anu. Hans symbol är en huvudbonad med horn, ett tecken på styrka. Huvudbonaden avbildas ibland vilande på en tron.

## Funktioner
Anu tillhör den äldsta generationen mesopotamiska gudar och var ursprungligen den högsta gudomligheten i Babylons pantheon. Därför är hans viktigaste roller auktoritetsfiguren, beslutsfattaren och stamfadern. På jorden ger han kungar deras makt och hans beslut anses oföränderliga. I himlen tilldelar han andra gudar funktioner och kan öka deras status efter behag. Exempelvis hävdar Inanna i den sumeriska dikten Inanna och Ebiḫ att "An har gjort mig skräckinjagande över hela himlen." Senare kom Anu att dela eller avstå dessa funktioner då Enlil och därefter Marduk blev mer framträdande men han behöll sin huvudsakliga karaktär och höga status genom hela den mesopotamiska historien. När andra gudar upphöjdes till en ledande ställning sades det att de tog emot anûtu, "Anu-kraften". I Enūma eliš uttrycker gudarna Marduks auktoritet över dem genom att förkunna: "Ditt ord är Anu!"
Han ingick i en triad av gudar tillsammans med Enlil och Enki. Anu var himmelsguden, Enlil stormguden och Enki vattenguden. Anu krediteras ibland med skapandet av universum, antingen ensam eller tillsammans med Enlil och Enki.
I Gilgamesheposet hänvisas till den uråldriga uppdelningen av universum där Anu fick himlen, och vi ser honom härska härifrån i Atrahasiseposet. Inanna, inställd på att döda Gilgamesh, tvingar sin far att ge henne himmelstjuren i en annan del av Gilgamesheposet.

## Genealogi och motsvarigheter
De tidigaste texterna gör ingen hänvisning till Ans ursprung, senare anges han vara son till Anšar och Kišar i Enūma eliš. I de sumeriska texterna från det tredje millenniet är gudinnan Urash hans gemål, senare tar Ki denna plats. Båda dessa var jordgudinnor och hans union med dem blev källan till liv. I akkadiska myter tilldelades Anu gemålen, Antum (Antu), en himmelsgudinna, men hon verkar ofta ha förväxlats med Ishtar (Inanna), den berömda kärleksgudinnan. Även modergudinnan Nammu har nämnts som hans gemål.
Anu benämndes ofta "gudarnas fader" och många mesopotamiska gudar beskrivs som hans barn i ett eller flera sammanhang. I inskriptioner från staden Lagash från det tredje millenniet nämns An som far till Gatumdug, Baba och Ningirsu. I senare texter nämns Adad, Enki, Enlil, Girra, Inanna, Nanna/Sin, Nanaya, Nergal, Nidaba, Ninisinna, Ninkarrak, Ninmug, Ninnibru, Ninsumun, Nungal, Nusku och Shara som hans barn. Han är också ledare för Annunaki och skapare av demonerna Lamashtu, Asag och Sebettu.
När Enlil upphöjdes till Anus like och sedan översteg honom började funktionerna hos de båda att överlappa varandra. Ibland sätts också likhetstecken mellan Anu och Amurru och i det Seleukidiska Uruk också med Enmesarra och Dumuzi.

## Kult

Anudistriktet i Uruk under Tredje Ur-dynastin.

Anus sumeriska motsvarighet, An, är från den äldsta sumeriska perioden, åtminstone 3000 f.Kr. Hans heliga stad var Uruk, i den södra vallningsregionen och bildspråket med nötkreatur tyder på att han tillhörde ursprungligen herdefolkens gudavärld. Liksom de flesta himmelsgudar spelade Anu, även om han teoretiskt var den högste guden, bara en liten roll i mytologi, psalmer och kulter i Mesopotamien.
Tempel till Anu har funnits i olika städer under hela den mesopotamiska historien. Från det tredje årtusendet och framåt dyrkades han, med vissa avbrott, tillsammans med Inanna(Istar) i templet é-an-na i Uruk och under den Akemenidiska och Seleukidiska perioderna i det nya templet i Resh tillsammans med Antu. Ett annat centrum för hans kult var Der och i Lagash byggdes ett tempel till Anu av Gudea (ca. 2144-2124 f.Kr.) medan Ur-Nammu (ca. 2112-2095 f.Kr.) byggde en trädgård och helgedom till honom i Ur.